# Hamilton Bulldogs (2015–2023)
Hamilton Bulldogs var ett kanadensiskt proffsjuniorishockeylag som spelade i Ontario Hockey League (OHL) mellan 2015 och 2023. De had dock sitt ursprung från 1979 när Belleville Bulls grundades och de började spela i OHL två år senare. Lagnamnet Hamilton Bulldogs hade dock tidigare använts av ett seniorlag som spelade i Nordamerikas andraliga American Hockey League (AHL) mellan 1996 och 2015. Det året sålde majoritetsägaren Michael Andlauer laget till Montreal Canadiens i National Hockey League (NHL) i syfte för Canadiens att flytta det till St. John's i Newfoundland och Labrador, för att vara andra upplagan av St. John's Icecaps i AHL. Efter att affären var slutförd, köpte han en majoritetsaktiepost i OHL-laget Belleville Bulls och flyttade det till Hamilton och bytte namn till det "gamla" namnet Hamilton Bulldogs. År 2023 meddelades det att laget skulle flyttas till Brantford för att vara Brantford Bulldogs.
Laget spelade sina hemmamatcher i inomhusarenan Firstontario Centre, som har en publikkapacitet på 17 500 åskådare, i Hamilton i Ontario. Bulldogs vann J. Ross Robertson Cup, som är trofén som ges till det vinnande laget av OHL:s slutspel, för säsongerna 2017–2018 och 2021–2022.
De fostrade spelare som bland andra Nick Caamano, MacKenzie Entwistle, Kaden Fulcher, Ben Gleason, Matt Luff, Arthur Kaliyev, Mason Marchment, Mason McTavish, Riley Stillman, Marián Studenič, Robert Thomas, Ryan Winterton och Arber Xhekaj.